# Stazione di Treviso Centrale
La stazione di Treviso Centrale è l'unica stazione ferroviaria di Treviso in funzione ed è così denominata per distinguerla dagli altri due impianti ferroviari cittadini esistenti ed un tempo utilizzati: la stazione di Treviso Porta Santi Quaranta, con il relativo scalo merci, e l'impianto di smistamento e scalo di Treviso Scalo Motta, già Treviso Scalo Bivio per Motta. È una delle più importanti stazioni ferroviarie del Veneto.
L'impianto sorge poco più a sud della cinta muraria che delimita il centro storico della città, lungo la linea Venezia-Udine. È inoltre capolinea delle linee per Montebelluna, per Portogruaro e per Vicenza.

## Storia

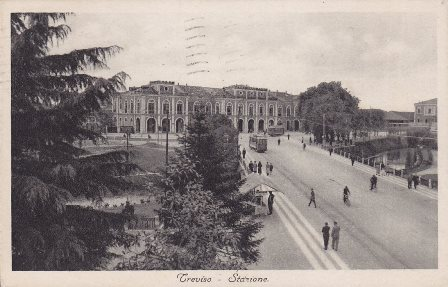
Piazzale della stazione con i tram urbani in una cartolina d'epoca

La stazione di Treviso fu aperta all'esercizio con ogni probabilità il 15 agosto 1851. Il primo edificio, costruito in stile neoromanico, fu progettato dall'architetto-ingegnere Giovanni Bottura su incarico di Luigi Negrelli, direttore generale dei lavori pubblici del Lombardo-Veneto. A causa della natura paludosa del luogo (la zona a sud di Treviso si trova a quota inferiore rispetto al centro storico) dovettero essere realizzate delle fondamenta solide e la costruzione fu alquanto dispendiosa.
Il collegamento diretto tra la stazione e il centro storico fu progettato dall'ingegnere Francesco Bomben, il quale concepì un viale fiancheggiato da giardini (l'odierna via Roma) che attraversava il Sile e le mura mediante un ponte e un varco. Quest'ultimo, regolato da una cancellata, fu detto barriera Elisabetta perché vi erano passati gli imperatori Francesco Giuseppe ed Elisabetta d'Austria (1857), ma all'indomani dell'annessione al Regno d'Italia fu intitolato a re Vittorio Emanuele II (1866). Lo spazio antistante l'infrastruttura fu chiamato semplicemente piazza della Stazione, ma dal 1931 cambiò denominazione nell'attuale piazzale Duca d'Aosta.
Fino al 1939 era denominata semplicemente "Treviso".
La stazione fu distrutta dal bombardamento di Treviso il 7 aprile 1944, con danni enormi al fabbricato viaggiatori e al piano binari. Il nuovo edificio di stazione, progettato dall'architetto Roberto Narducci, fu completato nel 1953.

## Strutture e impianti
Il fabbricato viaggiatori ospita al suo interno biglietteria, sala d'attesa e vari punti vendita oltre a un ufficio movimento presenziato e a una sede Polfer.
I binari per il servizio passeggeri, tutti passanti e muniti di banchina, sono nove ed i marciapiedi sono uniti tramite due sottopassaggi. Quello storico collega il quartiere di San Zeno, i binari, il fabbricato viaggiatori e si conclude in direzione del centro cittadino dopo aver attraversato la circonvallazione antistante l'edificio di stazione, il secondo posto a ovest del primo collega i binari al parcheggio a pagamento ricavato negli spazi della ex squadra rialzo. Treviso Centrale è anche dotata di un deposito locomotive e di alcuni binari tronchi per la sosta del materiale passeggeri momentaneamente non utilizzato.
Gli scali merci sono due: uno si trova poco oltre la stazione in direzione di Udine (Treviso Scalo Motta), senza binari passanti ma con diversi binari tronchi e un piccolo fabbricato sede dell'ex ufficio movimento, il secondo riutilizza il piazzale merci e il magazzino merci dell'ex stazione di Treviso Porta Santi Quaranta (attualmente inglobata in quella di Treviso Centrale). Anche se il servizio è alquanto ridotto rispetto ad un tempo, viene ancora effettuato.
La circolazione ferroviaria è gestita con un banco di manovra del tipo ACEI con tabulatore per la composizione di itinerari e instradamenti, il quadro luminoso è a parete.

## Movimento
La stazione è servita da treni regionali svolti da Trenitalia nell'ambito del contratto di servizio stipulato con la Regione Veneto e da collegamenti a lunga percorrenza nazionali e internazionali.

## Servizi
La stazione, classificata da RFI nella categoria gold, dispone dei seguenti servizi:
- Accessibilità completa per disabili (con rampe d'accesso) e ciechi (con percorso tattile completo)
- Bar
- Biglietteria a sportello
- Biglietteria automatica
- Ampia ciclostazione coperta
- Deposito bagagli con personale
- Negozi
- Parcheggio di scambio a pagamento e limitato "Metropark"
- Ristorante
- Sala d'attesa
- Servizi igienici

## Interscambi
La stazione si estende lungo il viale Trento e Trieste, sul P.U.T. di Treviso, sul tratto di strada che precede l'incrocio per l'ingresso all'autostazione comportando il transito di quasi tutte le linee dei bus in un unico tratto di strada, motivo per il quale sono presenti tre diverse fermate, a nord in via De Gasperi unicamente dedicata ai bus di MOM perlopiù extraurbani, poco più ad est (uscendo dal P.U.T. in direzione della tangenziale) sul piazzale Duca d'Aosta invece dagli urbani sempre di MOM, ma esclusivamente per il Treviso Airlink, una navetta che collega l'aeroporto Antonio Canova di Treviso alla stazione, frutto della sinergia fra Trenitalia e MOM. L'ultima, a sud, raggiungibile proseguendo per il P.U.T. in via Fratelli Bandiera è usata più frequentemente dai bus urbani di MOM, ma anche dagli extraurbani di ATVO e ACTV per la provincia di Venezia.
Le fermate autobus urbani e extraurbani MOM / ACTV / ATVO / FlixBus sono dotate di copertura da intemperie e display per arrivi.
L'autostazione di Treviso si trova a solo 200 m dall'omonima stazione ferroviaria, sul Lungosile Mattei ed è raggiungibile percorrendo il sottopassaggio. Essa è divisa in 8 corsie comprendente ognuna 2 fermate ottenendo un totale di 16 fermate ed è interamente gestita da Mobilità di Marca.
La stazione è soprattutto usata delle linee urbane ed extraurbane di MOM, ma anche dai bus extraurbani provenienti dalla provincia di Venezia di ATVO e ACTV, con quest'ultima è stato stipulato un accordo di cooperazione con la creazione della linea 8E che collega il capoluogo di provincia a quello di regione.